# 初音りお
初音 りお（はつね りお、1月19日 - ）は、岐阜県生まれのアイドル、歌手。
2007年及び2008年の「打ち水っ娘大集合!」のイメージガールに選ばれている。

## 略歴
- 2006年5月 - タレント事務所NRプロに所属し、コスプレアイドルユニットKAGUYAの一員「雪姫」担当として活動を開始。
- 2007年12月頃 - KAGUYAの活動を休止に伴い、ユニット中心の活動から初音りおとしての活動を多く始める。
- 2007年4月 - 326（ミツル）プロデュースのアイドルユニット「ピュアロマンス」の「ツンデレ娘」役として活動を開始する。
- 2007年9月 - ピュアロマンスが解散。フリーでの活動を開始。
- 2008年3月 - 初音りおから初音りおんに改名。
- 2009年1月 - 初音りおんから初音りおに改名。

## 作品

### シングル
| 枚  | 発売日        | タイトル | 規格品番 |
| --- | ------------- | -------- | -------- |
| 1st | 2007年5月13日 | 日よう日 |          |

### 音楽CD
- マジカルパーティーラブ（KAGUYA時代）
- プラネットラヴァーズ（KAGUYA時代）
- ピュアロマンス（2007年4月25日、CIM-006）
- COCO@A 夢おい街は今日も優しい2008

### 音声CD
- 告白CD（初音鈴、2007年3月28日）
- ありえない告白CD（2007年3月28日）

### DVD
- 現役アイドルプロレス8（2009年4月3日、@PURE）
- 競ドル!初音りお（2009年4月17日、@PURE）
- 劇空間プロボクシング～アイドルからの挑戦～ 01（2009年5月8日、@PURE）
- 雷エース
- Akiba系フリーDVD Disk-A

### イメージDVD
- Love Fechi（2007年6月25日）
- アイドルフェチズム The 競泳水着（2008年5月25日、ケイネットワーク）
- 波打つメガパイ The 爆乳コレクション（2008年11月15日、ケイネットワーク）共演：葉月ユウナ・りこ・のの子・木下りこ・寺西加織・いろは・松田美花・上原由衣
- Cara（2009年3月27日、デジワークス）

## 出演

### CM
- ラムタラ　劇場版

### TV
- 嵐の宿題くん（日本テレビ）
- オリキュンヲタ芸部（フジテレビ）
- 王様のブランチ（TBS）
- ザ・クイズマンジョー（テレビ朝日）
- 2時ピタっ!（テレビ朝日）
- アッコにおまかせ!（TBS）
- ガチンコ視聴率バトル（テレビ朝日）
- 淀川キャデラック（テレビ大阪）
- ワイド!スクランブル（テレビ朝日）
- NHKニュース おはよう日本（NHK）
- ガリンペイロ（MXTV）
- DIVA（テレビ東京）
- DAI☆安吉日（BSフジ）
- 空想共和国ニッポン（BSi）
- アイドル・レボリューション（つくばテレビ）
- グラビア・レボリューション（つくばテレビ）
- 真夜中のマーチ（wowow）

### 雑誌
- 週刊少年チャンピオン
- FLASH
- SPevo
- アサヒ芸能
- 週刊アスキー
- プレイボーイ
- Weeklyぴあ
- AKIBA WALKER
- 月刊ポジション
- 月刊コンバットマガジン
- Newsweek
- 無料情報誌City Opera
- AKIBA系情報誌カルケットニュース
- 無料情報誌Akibatica

### 新聞
- 毎日新聞
- 読売新聞
- 東京スポーツ

### web
- ダレットTV（Stickam JAPAN!）
- MANTAN TV Live（2010年-、Stickam JAPAN!）
- MAiDiGiTV（2012年4月-、sticam）

### ライブ
- 東京FMホール
- 東京ビッグサイト
- 川崎クラブチッタ
- 渋谷egg-man
- 新宿RUIDO K4
- 表参道FAB

### PV
- 拳闘士 フリフリボクシング

### イメージガール
- 海外ドラマ　チャーリージェイド
- マルプロジム
- 2007・2008打ち水っ娘
- シャイニンガール

携帯サイト
- 加納典明ワールド
- アキバカウントダウン
- AKIBAちゃんねる
- 萌え声ボイス